# Krajská soutěž – Košice 1951
Krajská soutěž – Košice 1951 byla po zrušení Celostátního československého mistrovství II jednou z 21 skupin 2. nejvyšší fotbalové soutěže v Československu. V soutěži se utkalo 10 týmů každý s každým dvoukolovým systémem jaro-podzim. 

## Konečná tabulka
| Poř. | Tým                         | Z  | V  | R | P  | VG | OG | B  |
| ---- | --------------------------- | -- | -- | - | -- | -- | -- | -- |
| 1.   | Potravinár Trebišov         | 18 | 11 | 3 | 4  | 39 | 18 | 25 |
| 2.   | Skok Kežmarok               | 18 | 9  | 4 | 5  | 44 | 25 | 22 |
| 3.   | MEZ Krompachy               | 18 | 9  | 4 | 5  | 36 | 25 | 22 |
| 4.   | Magnezitka Ťahanovce        | 18 | 9  | 4 | 5  | 35 | 27 | 22 |
| 5.   | Dynamo ČSD Košice „B“       | 18 | 8  | 5 | 5  | 37 | 26 | 21 |
| 6.   | Baník Rožňava               | 18 | 9  | 1 | 8  | 36 | 36 | 19 |
| 7.   | Lokomotíva Spišská Nová Ves | 18 | 8  | 2 | 8  | 31 | 27 | 18 |
| 8.   | DŠO Spartak Poprad          | 18 | 4  | 5 | 9  | 30 | 43 | 13 |
| 9.   | Tatrasvit Svit              | 18 | 3  | 4 | 11 | 15 | 46 | 10 |
| 10.  | KP Levoča                   | 18 | 2  | 4 | 12 | 20 | 50 | 8  |

Poznámky:
- Z = Odehrané zápasy; V = Vítězství; R = Remízy; P = Prohry; VG = Vstřelené góly; OG = Obdržené góly; B = Body;